# 周是修
周是修（1354年—1402年），名德，以字行，江西行省吉安路太和州（今江西省泰和縣）人，明朝政治人物。
洪武年间，周是修因明經被举荐，担任霍邱訓導，朱元璋问其家居何為，其答曰：“教人子弟，教弟力田。”明太祖大喜，升任其为周府奉祀正。次年，跟从周王北征至黑山，退还后升任紀善。建文元年（1399年），有人告周王不法，周是修则上书请奏周王得免，后改为衡府紀善，留京师，为翰林纂修，喜好结交文士，谈论国家大事。后燕军渡过淮河，周是修与蕭用道上疏指责用事者。后京城失守，其留书与江仲隆、解縉、胡靖、蕭用道、楊士奇等。系衣帶間，入应天府府學，礼毕后于尊經閣上吊自杀。燕王朱棣即位后，为明成祖。陳瑛上书请继续追究周是修，朱棣答道：“彼食其祿，自盡其心，勿問。”

## 家族
- 先祖：周矩，后唐官员
- 高祖：周月溪
- 曾祖：周贵礼
- 祖父：周于德
- 父母：周邦贤、彭氏
- 兄弟：姓名未知
- 子女：周轮、周辕；女五人
- 族孙：进士周应鳌